# 卡蒂亞拉馬爾
卡蒂亞拉馬爾是委內瑞拉的城市，由瓦爾加斯州負責管轄，位於該國北部加勒比海沿岸，海拔高度15米，主要經濟活動有貿易業、旅遊業和運輸業，2012年人口167,111。
10°36′N 67°02′W / 10.600°N 67.033°W